# Mount Dora
Mount Dora es una ciudad ubicada en el condado de Lake en el estado estadounidense de Florida. En el Censo de 2010 tenía una población de 12.370 habitantes y una densidad poblacional de 510,92 personas por km².

## Geografía
Mount Dora se encuentra ubicada en las coordenadas 28°48′48″N 81°38′0″O / 28.81333, -81.63333. Según la Oficina del Censo de los Estados Unidos, Mount Dora tiene una superficie total de 24.21 km², de la cual 20.78 km² corresponden a tierra firme y (14.18%) 3.43 km² es agua.

## Demografía
Según el censo de 2010, había 12.370 personas residiendo en Mount Dora. La densidad de población era de 510,92 hab./km². De los 12.370 habitantes, Mount Dora estaba compuesto por el 77.48% blancos, el 15.6% eran afroamericanos, el 0.4% eran amerindios, el 1.84% eran asiáticos, el 0.08% eran isleños del Pacífico, el 2.75% eran de otras razas y el 1.84% pertenecían a dos o más razas. Del total de la población el 11.71% eran hispanos o latinos de cualquier raza.